# Паметник на Корейската работническа партия
Паметникът на Корейската работническа партия (на корейски: 당창건기념탑) е построен в Пхенян в чест на 50-ата годишнина от основаването на управляващата Корейска работническа партия. Открит е на 10 октомври 1995 г.

## Описание
Монументът е богат на символика: чук, сърп и калиграфска четка, символизиращи работниците, селяните и интелектуалците. Височината му е 50 метра, което символизира 50-годишнината от основаването на партията. Броят на блоковете около паметника и в диаметъра му са датата на раждането на Ким Чен Ир.
Надписът на външната обиколка гласи: „Организаторите на победата на корейския народ и лидер на Корейската работническа партия!“. От вътрешната страна има 3 бронзови релефа, обозначаващи: историческия корен на партията, единството на народа в рамките на страната и виждане на партията за прогресивно бъдеще. От 2 страни на паметника са разположени 2 сгради във вид на червен флаг, върху които пише „всепобедител“.

## Галерия
- Основа на паметника.
- Изглед към парковия комплекс.
- Чук, сърп и калиграфска четка.
- Изглед от жилищна сграда.